# Kid A Mnesia Exhibition
Kid A Mnesia Exhibition — це дослідницька відеогра 2021 року, видана Epic Games для macOS, Windows і PlayStation 5. Вона слугує цифровою виставкою музики та ілюстрацій, створених для альбомів англійського рок-гурту Radiohead Kid A (2000) та Amnesiac (2001). Її розробили Namethemachine, Arbitrarily Good Productions та Epic Games у співпраці з вокалістом Radiohead Томом Йорком, продюсером Radiohead Найджелом Ґодрічем та художником обкладинок Radiohead Стенлі Донвудом.
Kid A Mnesia Exhibition була задумана як фізична інсталяція, але через логістичні проблеми та пандемію COVID-19 її скасували. Вона була анонсована разом із альбомом-компіляцією Kid A Mnesia і вийшла 18 листопада 2021 року у вільному доступі. Гра отримала позитивні відгуки, критики високо оцінили перетин музики, мистецтва та технологій.

## Зміст
Kid A Mnesia Exhibition — це дослідницька гра, заснована на музиці та обкладинках альбомів Radiohead Kid A (2000) та Amnesiac (2001). Гравці рухаються абстрактним віртуальним музеєм, розглядаючи твори мистецтва та слухаючи музику і звуки з альбомів. Вони не можуть померти, у грі немає ворогів, системи оцінювання та рівнів, які потрібно пройти.
The New Yorker описав музей як «бруталістський собор, повний візантійських коридорів, величних залів, рядів телевізорів з електронно-променевими трубками, що дзижчать, і килимів з тремтячих сторінок блокнотів». На великій центральній піраміді звучать пісні «How to Disappear Completely», «Pyramid Song» та «You and Whose Army». У Паперовій Кімнаті — десятки сторінок зі скетчбуків та текстів пісень, а в Телевізійній Кімнаті — стоси телевізорів, що показують короткі відеоролики.

## Передумови створення
Kid A Mnesia Exhibition була задумана як фізична інсталяція, яка мала бути побудована з транспортних контейнерів і виставлена в містах по всьому світу. Вокаліст Radiohead Том Йорк і художник Стенлі Донвуд, які разом створюють обкладинки для альбомів Radiohead, уявляли собі «величезну червону конструкцію», яка виглядала б так, «ніби бруталістський космічний корабель здійснив аварійну посадку в класичну архітектуру… Цей приголомшливий сталевий панцир вріжеться в міську структуру Лондона, як льодоруб у Троцького».
Спочатку конструкція планувалася для Музею Вікторії та Альберта в Лондоні, але він не підійшов. План перемістився до Королівського Альберт-голу, але його відхилила муніципальна рада Вестмінстера. Зрештою, план було скасовано через пандемію COVID-19, і фокус змістився в бік створення цифрової виставки. За словами Йорка та Донвуда, це означало, що виставка «не повинна була відповідати жодним нормальним правилам виставки. Або реальності».

## Розробка
Kid A Mnesia Exhibition розроблялася протягом двох років компаніями Namethemachine та Arbitrarily Good Productions спільно з Йорком, Донвудом та продюсером Radiohead Найджелом Ґодрічем. До команди увійшли художник та креативний директор Шон Еванс, театральний дизайнер Крістін Джонс та продюсер Метью Девіс, голова Namethemachine. Середовище та персонажі були розроблені за допомогою таких інструментів, як Maya, а рівні були створені за допомогою Unreal Engine.
Команда керувалася принципом не виставляти жодної нової роботи. Згідно з повідомленням у блозі Йорка та Донвуда, все, що представлено на виставці, було зроблено під час запису Kid A та Amnesiac. Персонажі музею були створені на основі тем та персонажів музики та робіт Radiohead, включаючи стікменів, ведмедів та мінотаврів. Команда дотримувалася принципу «вибухових пісень», взявши окремі фрагменти музики та «розклавши їх». Ґодріч створив звуковий дизайн і реміксував музику в об'ємному звучанні, щоб гравці чули різні елементи під час пересування в 3D-просторі.
Еванс сказав, що на створення музею вплинули лабіринти та вигадана Вавилонська бібліотека, «місце, яке вселяло відчуття загубленості без відчуття безнадійності». Це було розроблено для того, щоб гравці могли обирати кілька маршрутів, без тупиків, а яскраві кольорові схеми та освітлення допомагали гравцеві ознайомитися з різними просторами. Початкові простори були спроектовані так, щоб відчувати себе фізично можливими; як тільки гравець потрапляє в центральну піраміду, простори відчуваються «більш порожніми, більш неможливими», з мінливою кількістю стін і поверхонь. Ротонда була створена на основі Круглої вежі в Копенгаґені, а Пейзажна галерея — на основі кімнати в Музеї Оранжері в Парижі.

## Реліз
Kid A Mnesia Exhibition була анонсована 9 вересня 2021. Вона була випущена для безкоштовного завантаження для macOS, Windows і PlayStation 5 18 листопада 2021. Для багатокористувацьких ігор Rocket League, Fall Guys і Fortnite були випущені промоматеріали Radiohead.

## Відгуки критиків
Джей Пітерс з The Verge писав, що Kid A Mnesia Exhibition «сповнена вражаюче красивими кімнатами» і «варта уваги як дуже буквальне вираження ідеї, що відеоігри можуть бути мистецтвом». NME писав, що це була «глибоко красива соло-подорож через те, що здається апокаліптичною пусткою, доки в несподіваних місцях не з'являться маленькі осередки краси, що виринають з темряви». The New Yorker назвав Kid A Mnesia Exhibition однією з найкращих ігор року, написавши, що вона «провокує на дослідження, роздуми та новий спосіб прослуховування».